# 约亨·德雷斯
约亨·德雷斯（德語：Jochen Drees，1970年3月15日—）是一位德国医生及足球裁判，现注册于德国西南足球协会辖下的蓝白明斯特-萨姆斯海姆体育俱乐部（SV Blau Weiß Münster-Sarmsheim）。

## 裁判生涯
作为在蓝白明斯特-萨姆斯海姆体育俱乐部（SV Blau Weiß Münster-Sarmsheim）的注册会员，德雷斯自2001年起成为德国足协裁判，并自2003年起执法德乙联赛。至2005-06赛季，他取代已退休的托尔斯滕·科普入选德甲裁判名单，并自此一直主哨德甲。德雷斯执法的首场德甲联赛是在2005年9月24日，由沃尔夫斯堡对阵法兰克福的比赛。而在由法兰克福对阵拜仁慕尼黑（0比1）的2006年德国足协杯决赛中，他则在以赫伯特·范德尔为首的裁判团队中担当第四官员。
2008年4月11日，在一场由纽伦堡对阵沃尔夫斯堡的德甲比赛中，由于大雨导致场地积水严重，德雷斯作为当值主裁判在中场休息时正式宣布比赛中止。这是自1976年以来德甲的首次比赛中断以及历来首次因雨中断。而在德甲历史上，这是第六次比赛腰斩。

## 个人生活
德雷斯于1989年在莱茵河畔宾根的斯特凡·乔治文理中学高中毕业。从1990年至1997年，他又在美因茨约翰尼斯·古腾堡大学研读医学。自2003年起，德雷斯一直在他父亲的诊所实习，直至后者于2003年退休后，他开始担任全科医生。